# Homarus
Homarus es un género de crustáceos decápodos de la familia Nephropidae cuyas especies reciben comúnmente el nombre de «bogavantes». En el estado actual del consenso científico el género Homarus comprende ocho especies extintas y dos especies que todavía viven en la actualidad :
- el bogavante europeo — Homarus gammarus (Linnaeus, 1758);
- el bogavante americano — Homarus americanus (H. Milne Edwards, 1837), también llamado bogavante canadiense.

Muchos hispanohablantes cometen el error de llamar «langostas» a los bogavantes. Eso se debe a la creciente presencia del idioma inglés en la vida cotidiana y porque las langostas también son crustáceos marinos comestibles. Efectivamente el inglés hace uso de un único substantivo para ambos conjuntos de especies. Llama lobsters a los bogavantes y spiny lobsters (literalmente 'bogavantes espinosos') a las langostas. Pero en realidad, en español, ninguna de las dos especies existentes de bogavante recibe el apelativo de «langosta» y contrariamente al inglés la lengua española usa términos diferenciados. Como todos los nefrópidos los bogavantes tienen dos pinzas delanteras claramente desarrolladas en los extremos del primer par de patas, lo cual les deja cuatro pares de patas principales para poder desplazarse sobre el fondo marino. En cambio las langostas, que son palinúridos y no nefrópidos, no tienen pinzas en las patas principales y usan sus cinco pares de patas para la locomoción. Además las langostas tienen antenas mucho más desarrolladas que las de los bogavantes. Otros crustáceos de otras familias también reciben el apelativo lobster en lengua inglesa y tampoco es correcto llamarlos ni «langostas» ni «bogavantes» en español, como por ejemplo numerosas especies de cangrejos de río o también especies de taxones tales como Astacidae, Scyllaridae o Reptantia, entre otros. De una manera general, los cangrejos de río, que son animales de agua dulce, son las especies que más se parecen a los bogavantes, pero son más pequeños. Aun así, en zonas tropicales existen cangrejos de agua dulce bastante grandes que pueden evocar el color y la forma de un joven bogavante.
El género Homarus se está volviendo raro, probablemente debido a una sobreexplotación de su pesca y de la contaminación marina.

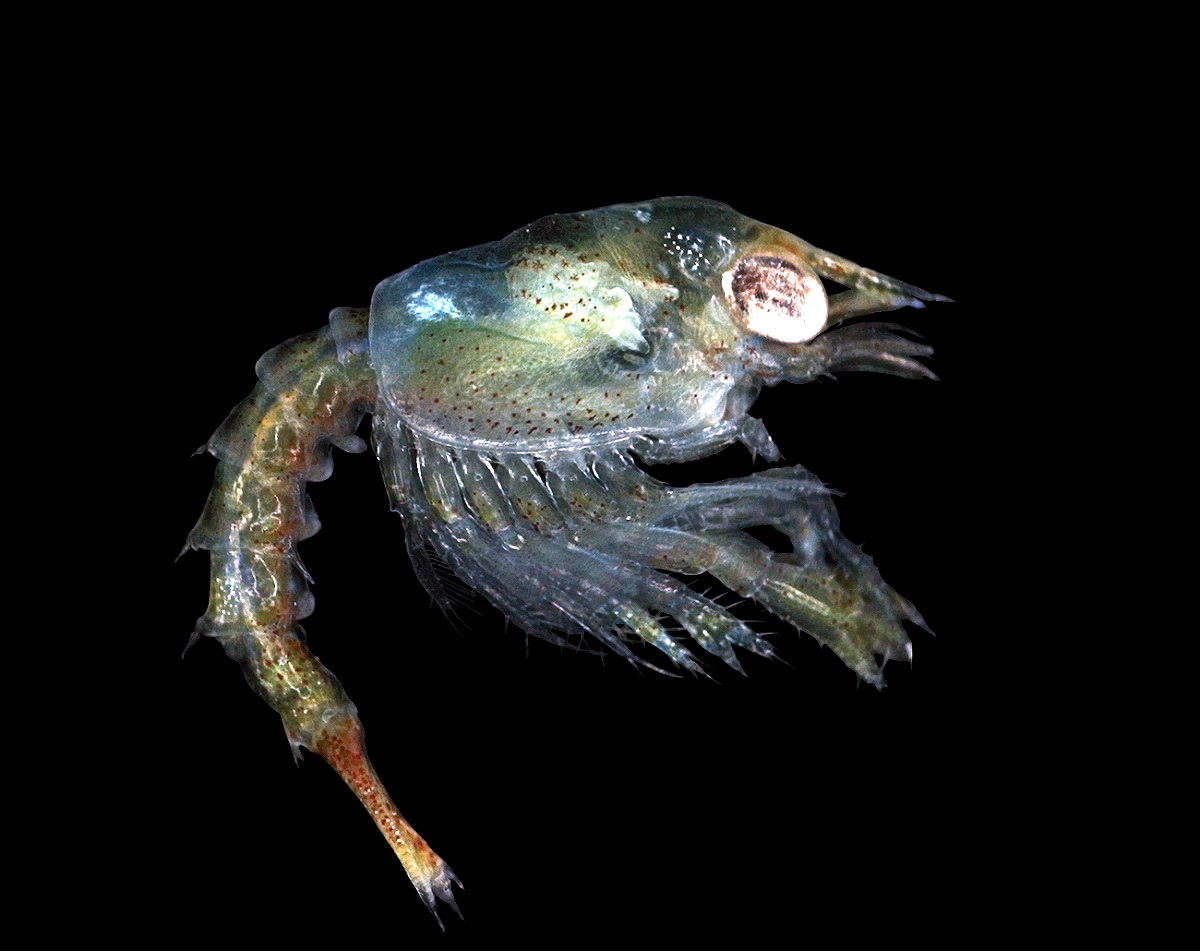
Larva de Homarus gammarus

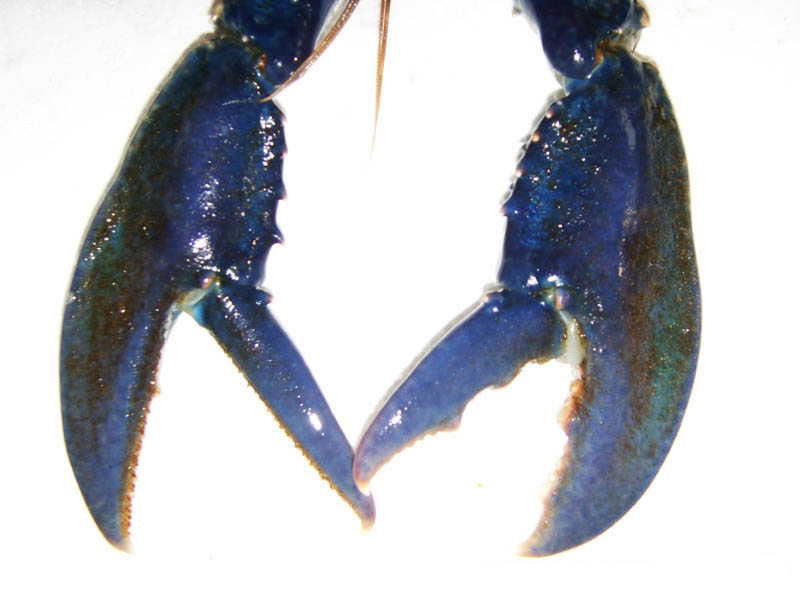
Observación de las pinzas de un Homarus gammarus; A la izquierda: una pinza para cortar, y a la derecha: una pinza para triturar.

## Etimología y clasificación
Debido a su caparazón (crusta en latín), que es duro pero flexible, el bogavante ha sido clasificado como crustáceo.
Sus diez patas, incluyendo ambas patas que llevan las pinzas, explican que esté clasificado en el orden de los decápodos («diez pies» en griego).
El nombre de su subclase, Malacostraca, significa que su exoesqueleto es más flexible que aquellos de los moluscos, que tienen una cáscara a veces muy sólida pero siempre quebradiza.

## Distribución geográfica
El bogavante busca los mares fríos, al contrario de la langosta cuya área de distribución geográfica se extiende más al sur. La presencia del bogavante se extiende por la casi totalidad de las costas del Atlántico Norte, por el lado europeo como por el lado americano. Vive bajo la zona infra-litoral (al límite de las zonas descubrimientos de las grandes mareas, bajo peñascos) hasta aproximadamente 50 metros de profundidad y, excepcionalmente, hasta 60.

## Caracteres físicos
El cuerpo de los bogavantes está protegido por un caparazón de color pardo azulado, pero en lo referente al color existen variaciones importantes entre individuos. Han de pasar unos 5 años desde su estado larvario hasta que alcanza el tamaño legal para su consumo: 23 centímetros. Hay ejemplares que llegan a medir 40-50 centímetros de longitud y pesar 4-7 kilos. Su carne es muy fina, consistente, blanca, sabrosa y delicada. Se suele comercializar vivo, si bien también se puede adquirir cocido y congelado. Un adulto de tamaño medio mide aproximadamente 23 cm de largo y pesa de 700 a 900 g. Los bogavantes crecen durante toda su vida y son muy longevos, por lo que pueden alcanzar tallas gigantes. Según el Libro Guinness de los récords, el bogavante más grande fue capturado en Nueva Escocia (Canadá), y pesaba 20,14 kg.
Son carroñeros, que se alimentan de moluscos y materia en descomposición de otros animales. Sin embargo, también comen peces, cavan para encontrar almejas y se alimentan de algas y pequeños peces que viven en ellas.
Debido a que los bogavantes viven en un ambiente turbio en el fondo del océano, su visión es pobre, y utilizan principalmente sus antenas como sensores. El abdomen del bogavante incluye el apéndice natatorio y la cola.

## Biología
Una hembra pone hasta 100 000 huevos durante su vida (hasta una cincuentena de años para los especímenes mayores, raramente encontrados), que incuba varios meses bajo su abdomen antes de su eclosión. Numerosas hembras son pescadas jóvenes (de media, no han vivido más que un décimo de su esperanza máxima de vida) es decir aún no han puesto muchos huevos y se han reproducido poco.

## Desarrollo y longevidad
En estado salvaje los bogavantes viven hasta un tiempo estimado de 45 a 50 años, aunque determinar su edad es difícil: normalmente se estima a partir del tamaño y otras variables. Las técnicas más nuevas pueden conducir a estimaciones de edad más precisas.
Las investigaciones sugieren que con el paso de los años y avanzando en edad, los bogavantes pueden no disminuir el ritmo, debilitarse o perder la fertilidad, y que los bogavantes más viejos pueden ser más fértiles que los más jóvenes. Esta longevidad puede deberse a la telomerasa, una enzima que repara largas secciones repetitivas de secuencias de ADN en los extremos de los cromosomas, denominados telómeros. La mayoría de los vertebrados expresan la telomerasa durante las etapas embrionarias, pero generalmente está ausente en las etapas adultas de la vida. Sin embargo, a diferencia de la mayoría de los vertebrados, los bogavantes expresan telomerasa como adultos a través de la mayoría de los tejidos, lo que se ha sugerido que está relacionado con su longevidad. La telomerasa está especialmente presente en los bogavantes de motas verdes, cuyas marcas se cree que son producidas por la enzima que interactúa con la pigmentación de su caparazón. La longevidad del bogavante está limitada por su tamaño. La muda requiere energía metabólica y cuanto más grande es el individuo, más energía se necesita; Del 10 al 15% de los bogavantes mueren de agotamiento durante la muda, mientras que en los bogavantes más viejos, la muda cesa y el exoesqueleto se degrada o colapsa por completo, lo que lleva a la muerte.
Los bogavantes, como muchos otros crustáceos decápodos, crecen a lo largo de la vida y pueden agregar nuevas células musculares en cada muda. La longevidad de los bogavantes les permite alcanzar tamaños impresionantes. Según Guinness World Records, el mayor bogavante jamás capturado fue pescado en Nueva Escocia, Canadá, con un peso de 20,15 kg.

## Ecología
Viven en todos los océanos, en fondos rocosos, arenosos o fangosos, y desde la costa hasta más allá del borde de la plataforma continental. Por lo general, llevan una vida solitaria en grietas o en madrigueras debajo de las rocas.
Los bogavantes son omnívoros y normalmente comen presas vivas como peces, moluscos, otros crustáceos, gusanos y algunas plantas. Se alimentan si es necesario, y se sabe que recurren al canibalismo en cautiverio. Sin embargo, cuando se encuentra piel de bogavante en el estómago de un bogavante, esto no es necesariamente una prueba de canibalismo porque los bogavantes se comen la piel mudada después de la muda. Si bien se pensaba que el canibalismo no existía entre las poblaciones de bogavantes silvestres, los investigadores lo observaron en 2012 al estudiar los bogavantes silvestres en Maine (Estados Unidos). Se teoriza que estos primeros casos conocidos de canibalismo de bogavantes en la naturaleza se atribuyen a una explosión demográfica local entre los bogavantes causada por la desaparición de muchos de los depredadores naturales de los bogavantes americanos.
En general, los bogavantes miden de 25 a 50 cm de largo y se mueven caminando lentamente sobre el fondo del mar. Sin embargo, cuando huyen, nadan hacia atrás rápidamente enroscando y desenroscando su abdomen. Se registró una velocidad de 5 m/s . Ello se denomina reacción de escape caridoide.
Los animales simbióticos del género Symbion, el único miembro conocido del filo Cycliophora, viven exclusivamente de las branquias  y aparatos bucales de los bogavantes. Se han encontrado diferentes especies de Symbion en los tres crustáceos nefrótidos comercialmente importantes del Atlántico Norte: Nephrops norvegicus, Homarus gammarus y  Homarus americanus.

## Estado de las poblaciones, presiones, amenazas
Los bogavantes han disminuido mucho en su hábitat natural y potencial, sobre todo en el hemisferio norte después de la Segunda Guerra Mundial, aunque desde los años 1980 las poblaciones norteamericanas se han restablecido fuertemente.

## Historia y cultura
En Europa el bogavante está representado y descrito desde la Antigüedad. Ha sido utilizado de manera medicinal en la Edad Media y en el Renacimiento. Tostado y reducido en polvo luego disuelto en vino, ha servido para tratar diversas enfermedades urinarias y como purga de cálculos renales. Su carne ha sido considerada como diurética, su gastrolito (una masa rica en calcio que se encuentra en el estómago de los bogavantes que se preparan a realizar la muda) utilizado para tratar las inflamaciones oculares y como un remedio para dolores de estómago y epilepsia.

## Gastronomía

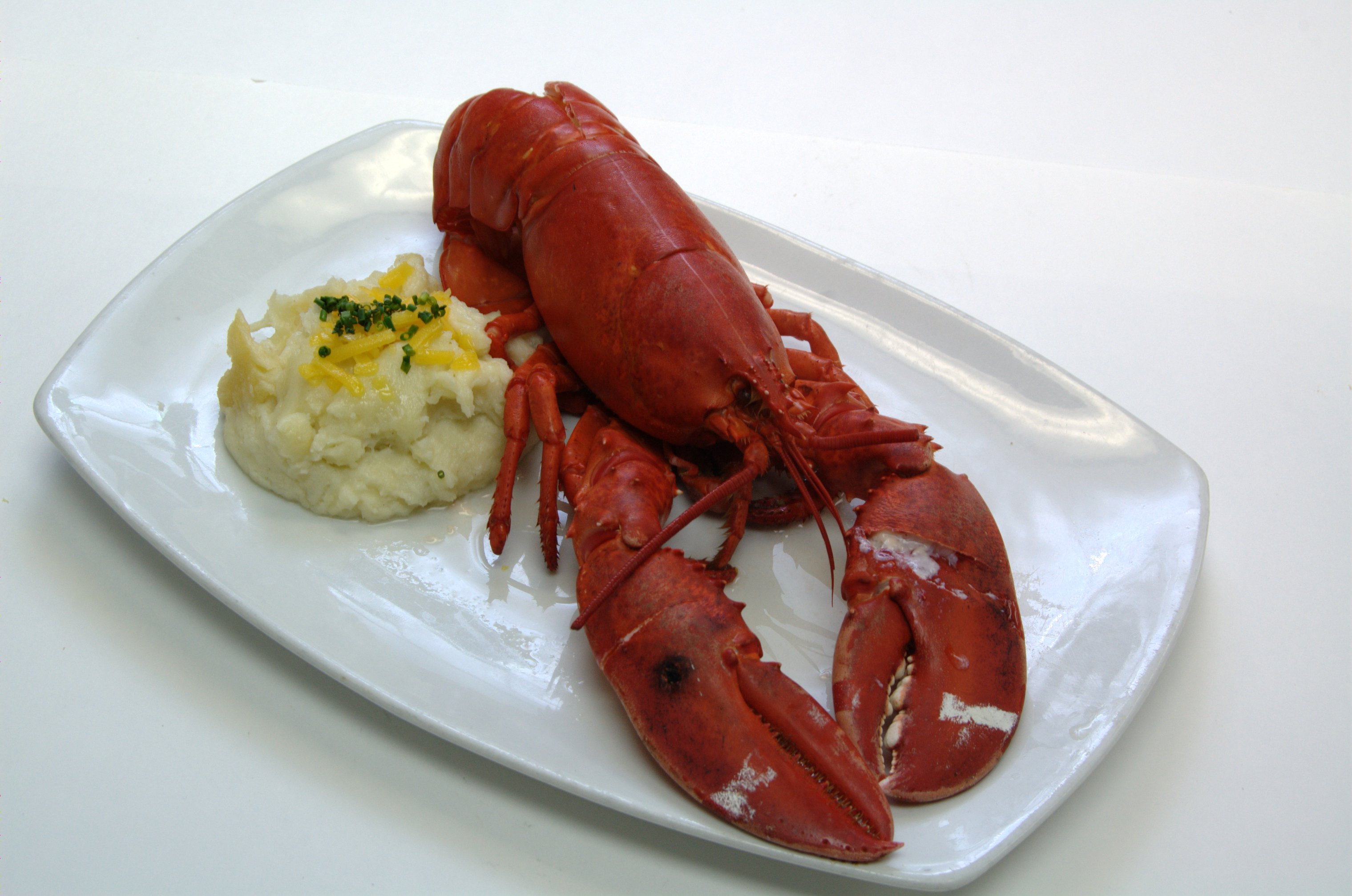
Un bogavante americano preparado para ser consumido.

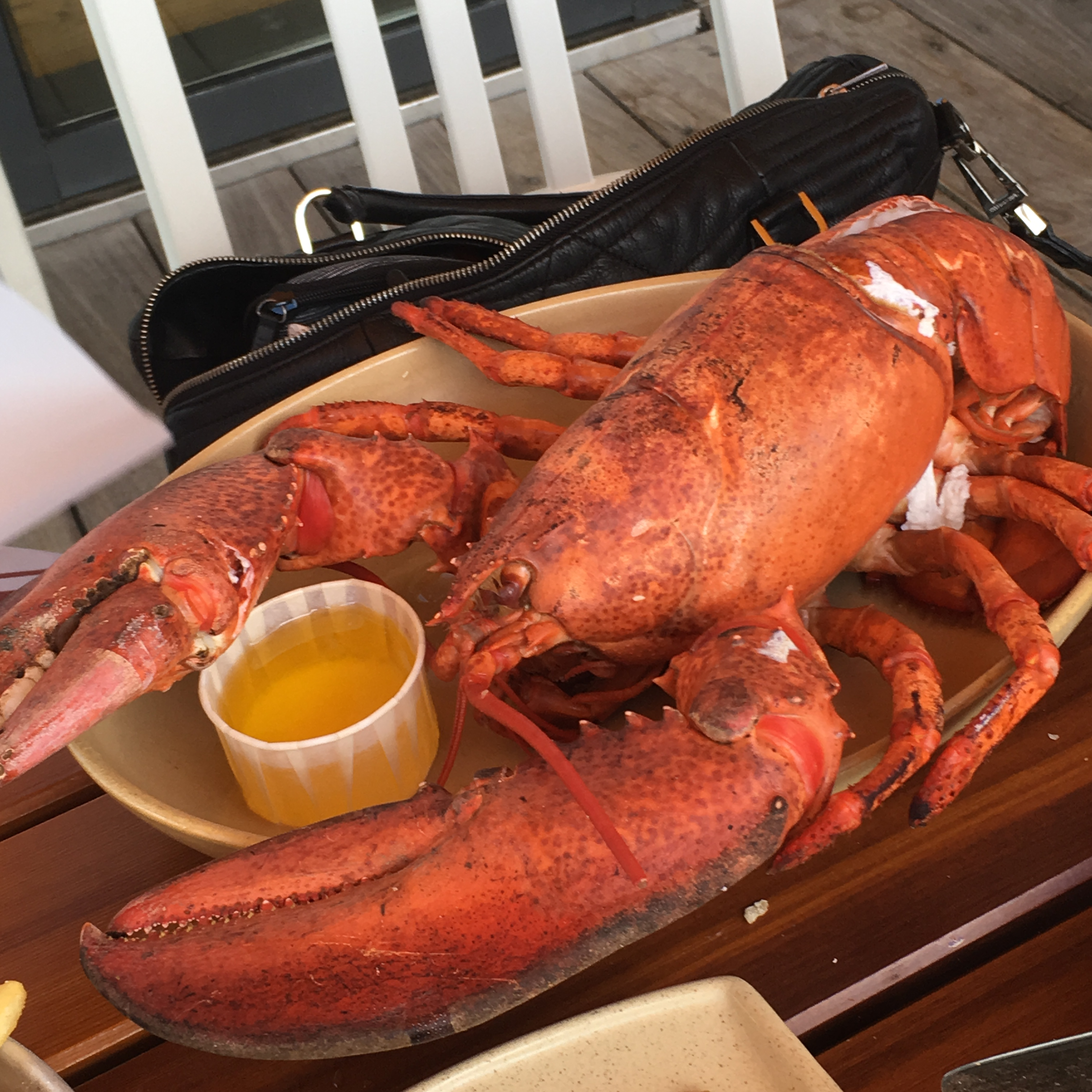
Bogavante americano cocinado y listo para ser degustado.

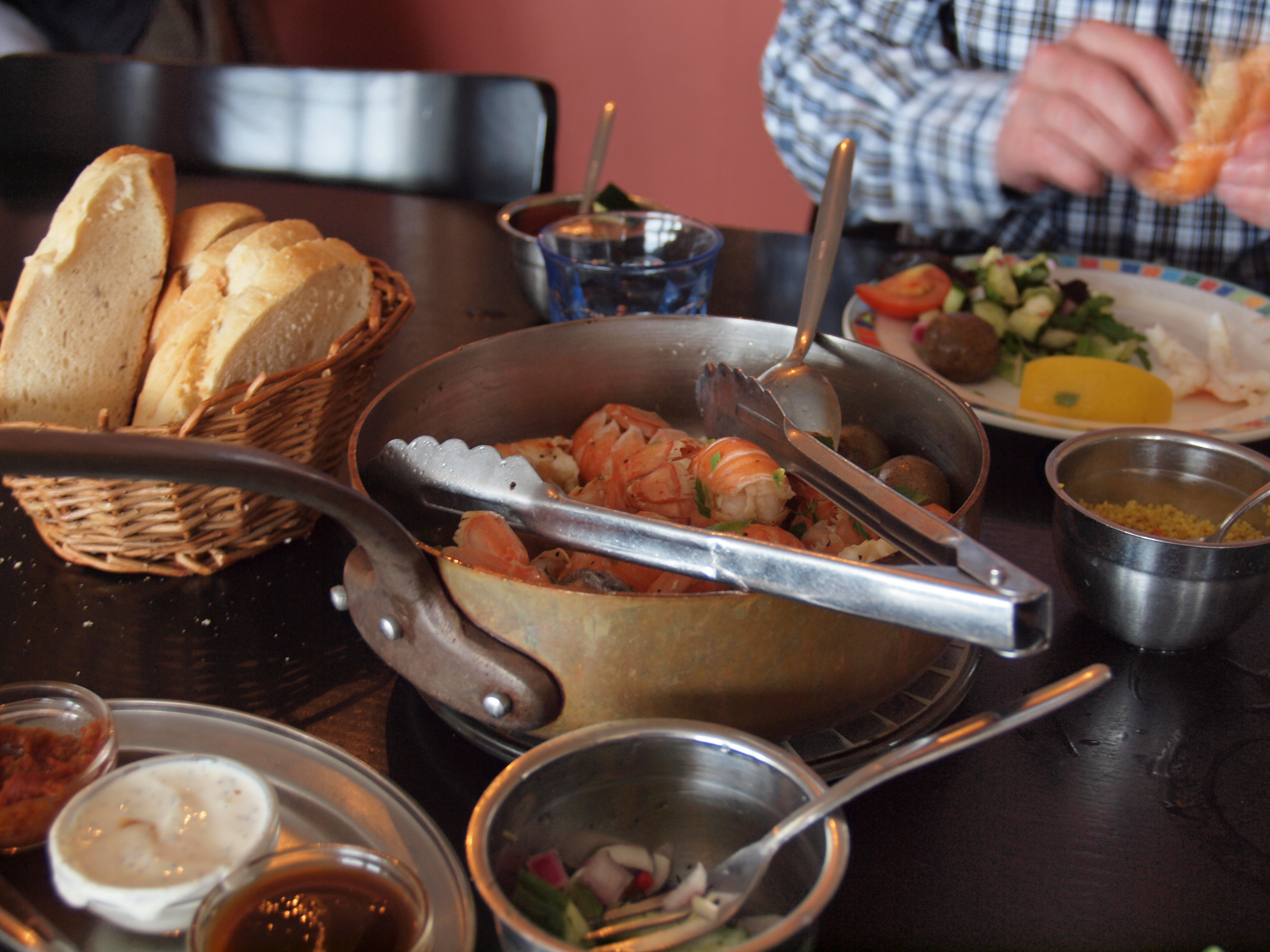
Cigalas cocidas y servidas en Stokkseyri, Islandia.

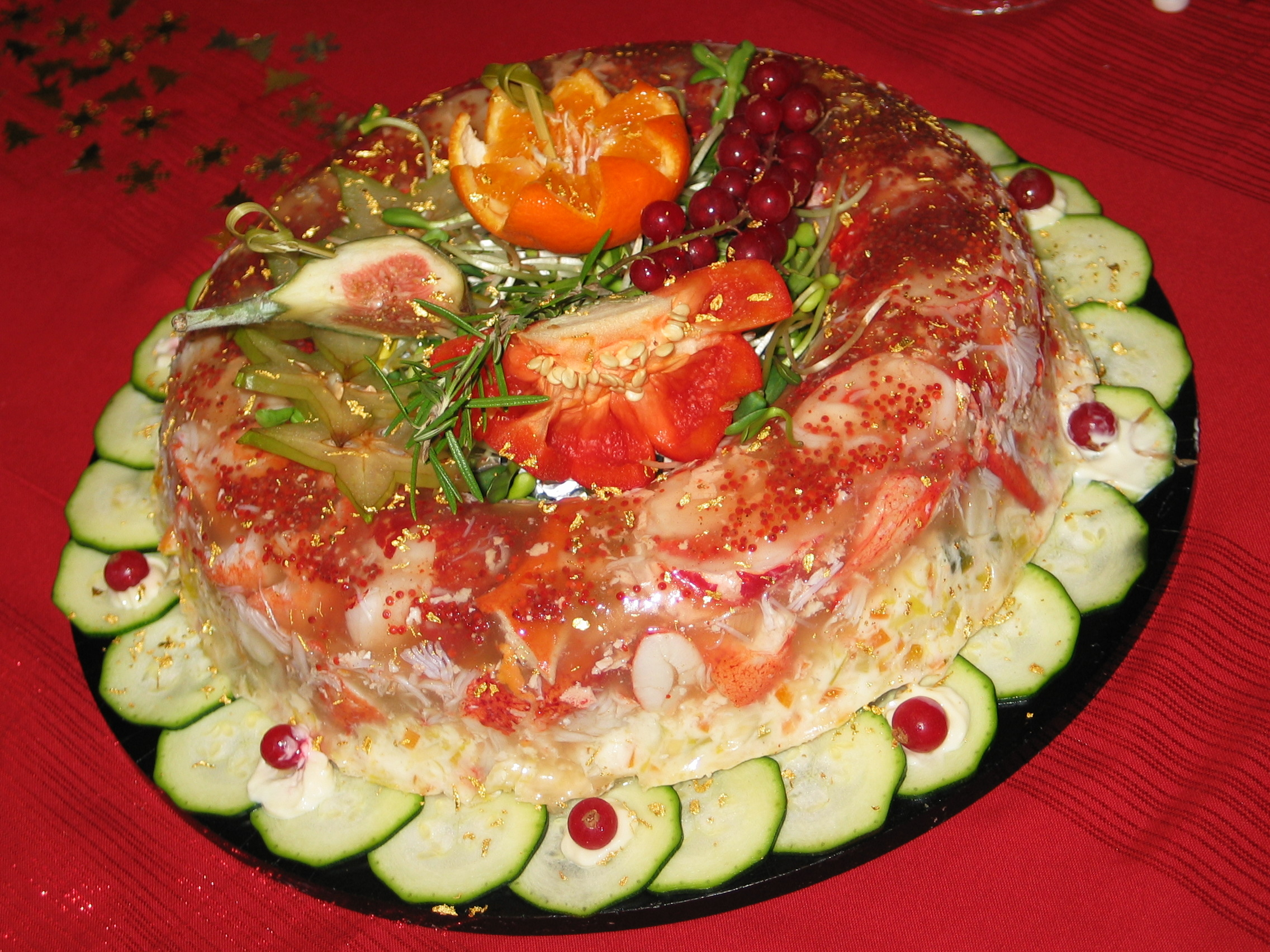
Plato a base de bogavante.

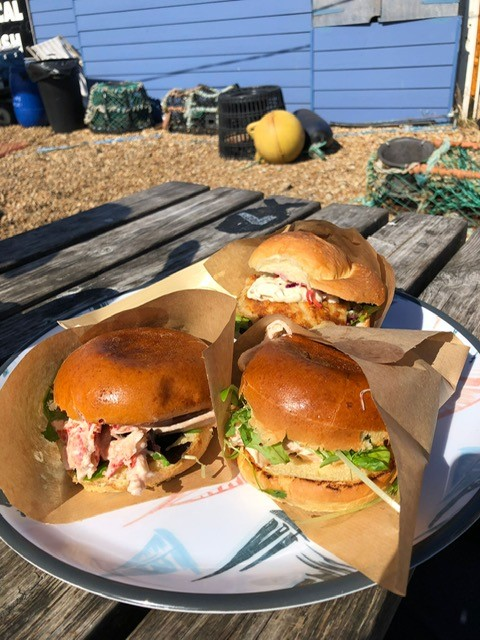
Rollos de bogavante en Kent, Inglaterra.

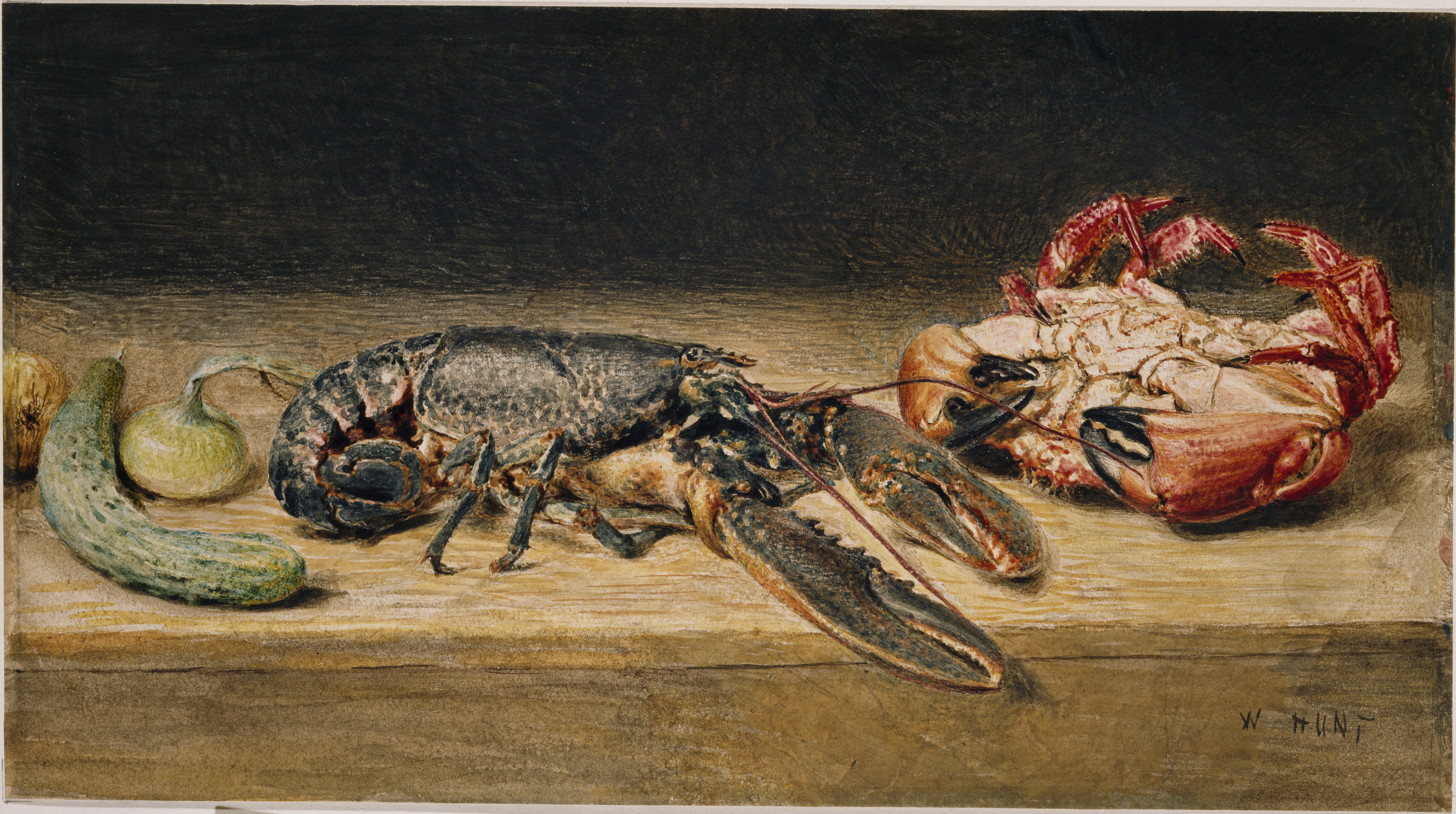
Bogavante, cangrejo y pepino de William Henry Hunt (acuarela, 1826 o 1827).

La carne del bogavante es muy apreciada. Está considerado como el más fino de los crustáceos, por delante de la langosta. Según el escritor francés Jean-Pierre Desthuilliers el bogavante es gustativamente superior a la langosta.
El bogavante se suele servir hervido o al vapor con el caparazón. Los comensales rompen el caparazón con pinzas para marisco y sacan la carne de sus tenazas con pinchos para marisco. La carne suele comerse con mantequilla derretida y zumo de limón. El bogavante también se utiliza en sopa, bisque, lobster roll, cappon magro, y platos como el bogavante Newberg y el bogavante Thermidor. Se lo cuece al vapor, en agua, al horno o sobre la parrilla. Puede ser comido frío o en sashimi. Si ha sido hervido, se le debe perforar la cabeza una vez la cocción terminada, para vaciar el líquido contenido bajo su caparazón.
Los cocineros hierven o cuecen al vapor los bogavantes cuando todavía están vivos. Cuando se cocina un bogavante, el color de su caparazón cambia de azul a naranja porque el calor de la cocción descompone una proteína llamada crustacianina, que suprime el tono naranja de la sustancia química astaxantina, que también se encuentra en el caparazón.
Según la Food and Drug Administration (FDA) de Estados Unidos, el nivel medio de mercurio en el bogavante americano entre 2005 y 2007 fue de 0,107 ppm.

### El bogavante en la historia gastronómica
El bogavante ha sido consumido por el hombre desde la prehistoria. Los grandes montones de caparazones de bogavante cerca de las zonas pobladas por comunidades pesqueras atestiguan la extrema popularidad del crustáceo durante este periodo. Las pruebas indican que el bogavante se consumía como producto alimenticio habitual en las comunidades pesqueras de las costas de Gran Bretaña, en Sudáfrica hace unos 100,000 años, Australia y Papúa Nueva Guinea hace unos 35.000 años. El bogavante se convirtió en una importante fuente de nutrientes para los habitantes de las costas europeas. Los historiadores sugieren que el bogavante era una importante fuente de alimentación secundaria para la mayor parte de los habitantes costeros europeos, y que era una fuente de alimentación primaria para las comunidades costeras de Gran Bretaña durante esta época.
Durante el periodo romano medio y tardío, el bogavante se convirtió en un manjar popular de gama media. El precio del bogavante podía variar mucho debido a diversos factores, pero las pruebas indican que el bogavante se transportaba regularmente hacia el interior a través de largas distancias para satisfacer la demanda popular. Un mosaico hallado en las ruinas de Pompeya sugiere que el bogavante tenía un interés considerable para la población romana durante el periodo imperial temprano.
El bogavante era un alimento popular entre el pueblo moche de Perú durante el período comprendido entre el 50 y el 800 de nuestra era. Además de su uso como alimento, los caparazones de bogavante también se utilizaban allí para crear un tinte de color rosa claro, adornos y herramientas. Una vasija efigie en forma de bogavante producida en masa y fechada en este periodo atestigua la popularidad del bogavante en esta época, aunque no se ha identificado el propósito de esta vasija.
En el periodo vikingo se produjo un aumento del consumo de bogavante y otros mariscos entre los europeos del norte. Esto puede atribuirse al aumento general de la actividad marina en esta época debido al desarrollo de mejores barcos y a la creciente inversión cultural en la construcción de buques y la formación de marineros. El consumo de vida marina aumentó en general en este período, y el consumo de bogavante aumentó de acuerdo con esta tendencia general.
Sin embargo, a diferencia del pescado, el bogavante debía cocinarse en los dos días siguientes a su salida del agua salada, lo que limitaba su disponibilidad para los habitantes del interior. Por lo tanto, el bogavante, más que el pescado, se convirtió en un alimento disponible principalmente para las personas relativamente acomodadas, al menos entre los habitantes de fuera de la costa.
El bogavante se menciona por primera vez en los libros de cocina de la época medieval. Le Viandier de Taillevent, una colección de recetas francesas escritas alrededor de 1300, sugiere que el bogavante (también llamado en aquella época y en esa lengua «cangrejo de río de agua salada») se "cocine en vino y agua, o en el horno; se coma en vinagre". Le Viandier de Taillevent está considerado como uno de los primeros libros culinarios de "alta cocina", ya que da consejos sobre cómo cocinar platos bastante elaborados para la época y utiliza ingredientes caros y difíciles de conseguir. Aunque la edición original que incluye la receta del bogavante se publicó antes del nacimiento del cocinero de la corte francesa Guillaume Tirel, éste amplió y volvió a publicar posteriormente esta colección de recetas, lo que sugiere que las recetas incluidas en ambas ediciones eran populares entre los círculos más elevados de la nobleza francesa, incluido el rey Felipe VI. La inclusión de una receta de bogavante en este libro de cocina, especialmente una que no hace uso de otros ingredientes más caros, atestigua de la popularidad del bogavante entre los ricos.
La guía doméstica francesa Le Ménagier de Paris, publicada en 1393, incluye no menos de cinco recetas con bogavante, que varían en su elaboración. Guía destinada a dar consejos a las mujeres que dirigen los hogares de la clase alta, Le Ménagier de Paris es similar a su predecesor en el sentido de que indica la popularidad del bogavante como alimento entre las clases altas.
El hecho de que el bogavante se mencione por primera vez en los libros de cocina del año 1300 y que sólo se mencione en dos durante este siglo no debe ser tomado como una implicación de que el bogavante no se consumía ampliamente antes o durante este tiempo. Las recopilaciones de recetas eran prácticamente inexistentes antes del siglo XIII, y sólo existen unas pocas para todo el periodo medieval.
A principios del siglo XIV, el bogavante seguía siendo un plato popular entre las clases altas. En esta época, los hogares influyentes utilizaban la variedad y variación de especies servidas en los banquetes para mostrar riqueza y prestigio. El bogavante se encontraba comúnmente entre estos platos, lo que indica que seguía siendo muy apreciado por los ricos. En un caso notable, el obispo de Salisbury ofreció al menos 42 tipos de crustáceos y pescado en sus banquetes durante un periodo de nueve meses, incluyendo varias variedades de bogavante. Sin embargo, el bogavante no era un alimento al que accedieran exclusivamente los ricos. La población general que vivía en las costas aprovechaba las diversas fuentes de alimento que ofrecía el océano, y el marisco se convirtió especialmente en una fuente de nutrición más popular. Entre la población en general, el bogavante se comía generalmente hervido a mediados del siglo XV, pero la influencia de la cocina de la alta sociedad puede verse en que ahora también se come regularmente frío con vinagre. El campesinado del interior todavía no estaba familiarizado con el bogavante en esta época.
El bogavante siguió consumiéndose como manjar y como alimento básico en general entre las comunidades costeras hasta finales del siglo XVII. Durante esta época, la influencia de la Iglesia y del gobierno, que regulaba y a veces prohibía el consumo de carne durante ciertos periodos, siguió fomentando la popularidad del marisco y, especialmente, del molusco como alternativa a la carne entre todas las clases sociales. A lo largo de este periodo, el bogavante se consumía fresco, en escabeche y en salazón. A partir de finales del siglo XVII, los avances en la pesca, el transporte y la tecnología culinaria permitieron que el bogavante se abriera paso con mayor facilidad hacia el interior, y se amplió la variedad de platos con bogavante y las técnicas culinarias utilizadas con este ingrediente. Sin embargo, esta evolución coincidió con una disminución de la población de bogavante, que se convirtió cada vez más en un alimento delicatessen, valorado entre los ricos como símbolo de estatus y con menos posibilidades de encontrarse en la dieta de la población general.
En Norteamérica, el bogavante americano no era originalmente popular entre los colonos europeos. Esto se debió en parte a la asociación del bogavante con el marisco salado apenas comestible por parte de los europeos, y en parte a la opinión cultural de que el marisco era una alternativa menor a la carne que no proporcionaba ni el sabor ni los nutrientes deseados. También se debía a la extrema abundancia de bogavante en el momento de la llegada de los colonos, que contribuía a una percepción general del bogavante como un alimento campesino indeseable. El bogavante americano no alcanzó la popularidad hasta mediados del siglo XIX, cuando los neoyorquinos y los bostonianos desarrollaron su gusto por él, y la pesca comercial de bogavantes sólo floreció tras el desarrollo del bote denominado lobster smack, un tipo de embarcación de pesca especializado en la captura de bogavantes, un barco hecho a medida con pozos de retención abiertos en la cubierta para mantener los bogavantes vivos durante el transporte.
Antes de esta época, el bogavante se consideraba un alimento de pobres o un alimento para sirvientes contratados o miembros inferiores de la sociedad en Maine, Massachusetts y las costas canadienses. Algunos sirvientes especificaban en los acuerdos de empleo que no comerían bogavante más de dos veces por semana, sin embargo, hay pocas pruebas de ello.  El bogavante también se servía habitualmente en las cárceles, para disgusto de los reclusos. Antes de empezar a ser consumido al bogavante americano se lo consideraba digno únicamente como fertilizante o cebo para peces, y hasta bien entrado el siglo XX, no se consideraba más que un alimento básico de bajo precio en conserva.
Como crustáceo, el bogavante sigue siendo un alimento tabú en las leyes dietéticas del judaísmo y ciertas corrientes del islam.

## Representaciones artísticas

### Obras de arte

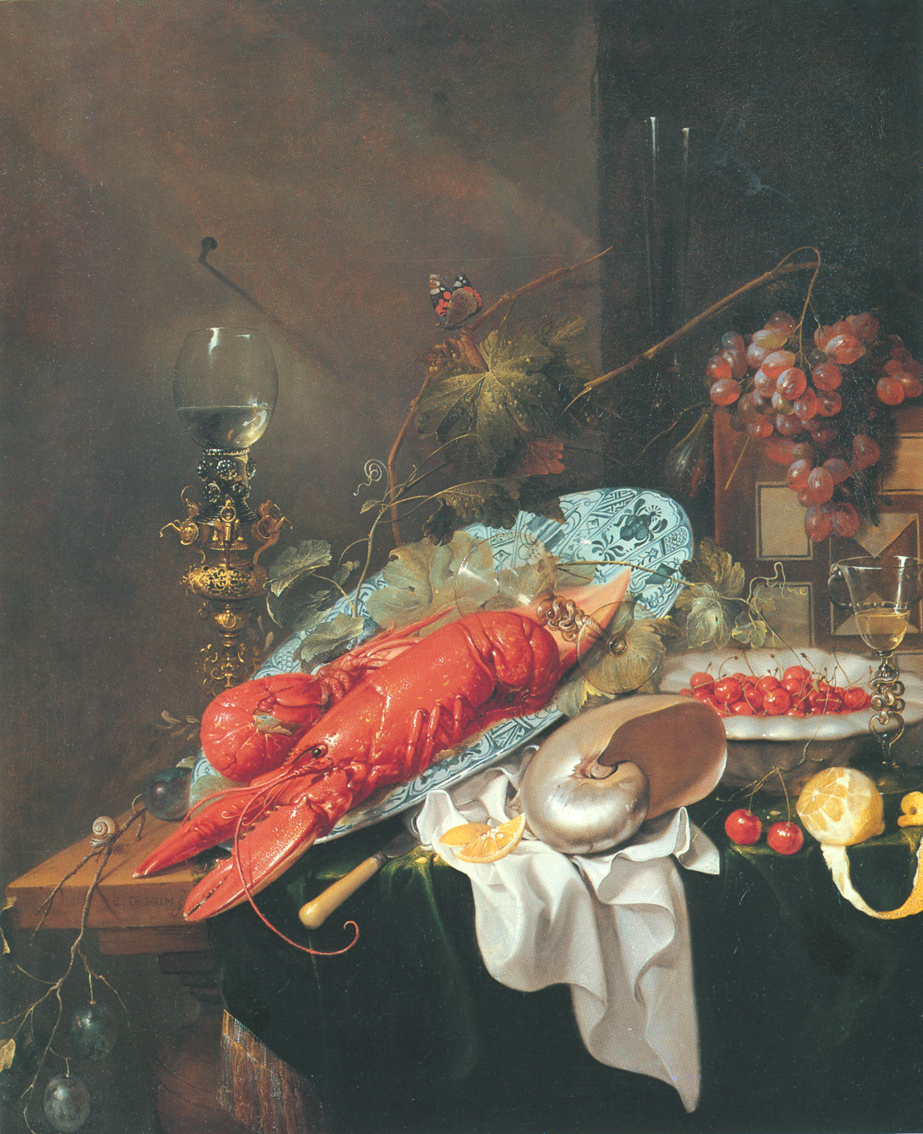
Bodegón con dos bogavantes, nautilo y frutas - Cornelis de Heem (1631-1695)

Una de las más célebres representaciones pictóricas es el cuadro Naturaleza muerta con bogavante y trofeos de caza y pesca de Eugène Delacroix, pintado en 1827. Salvador Dalí utiliza también el tema del bogavante en particular para su célebre Teléfono-bogavante en 1938. Pablo Picasso retomó el tema en 1962 en su cuadro Naturaleza muerta, gato y bogavante. En 2003 Jeff Koons realizó una representación de bogavante titulada Lobster (Bogavante), obra que más tarde fue expuesta en el Palacio de Versalles en 2008.

### Heráldica
- El escudo de armas de la Isla de Seno (en francés, île de Sein) muestra las figuras del bogavante.
- El escudo de armas de Audierne muestra también las figuras del bogavante.